# San Andrés Coru
San Andrés Coru es una localidad del estado mexicano de Michoacán. Es parte del municipio de Ziracuaretiro.

## Toponimia
El nombre «San Andrés» hace referencia al santo patrono de la localidad: Andrés el Apóstol. El nombre «Coru» proviene del purépecha: Corohu. Su significado es «Rodeo».

## Demografía
| Gráfica de evolución demográfica |
|                                  |

| Censo | Población |
| ----- | --------- |
| 1900  | 492       |
| 1910  | 68        |
| 1921  | 560       |
| 1930  | 624       |
| 1940  | 675       |
| 1950  | 612       |
| 1960  | 841       |
| 1970  | 977       |
| 1980  | 1175      |
| 1990  | 1642      |
| 2000  | 1930      |
| 2010  | 2223      |
| 2020  | 2441      |